# Ramering
Ramering ist ein Ortsteil in der Gemeinde Rattenkirchen im oberbayerischen Landkreis Mühldorf am Inn.

## Lage
Das Kirchdorf Ramering liegt 500 m südöstlich der Bundesstraße B 12 und südwestlich der Bundesautobahn A 94, von deren Ausfahrt 17 (Heldenstein) es auf einer 5,5 Kilometer langen Fahrt erreichbar ist.

## Denkmalgeschützte Gebäude

### St. Johannes Baptist
Die katholische Filialkirche St. Johannes Baptist (Ramering 1) ist ein spätgotischer Bau mit Polygonalchor und Westturm aus der ersten Hälfte des 16. Jahrhunderts. Die Kirche wurde auf spätromanischen Grundmauern errichtet.	Die Kirche ist in die Liste der Baudenkmäler in Rattenkirchen eingetragen.

### Ramering 2
Das denkmalgeschützte Wirtschaftsgebäude eines Dreiseithofes Ramering 2 ist ein Flachsatteldachbau mit ostseitiger Ständerbohlenwand und Bundwerk aus dem frühen 19. Jahrhundert.

### Ramering 4
Das denkmalgeschützte ehemalige Kleinbauernhaus Ramering 4 ist ein eingeschossiger Flachsatteldachbau mit hohem Blockbau-Kniestock und Blockbau-Giebel. Im Kern stammt es aus dem ersten Drittel des 19. Jahrhunderts.

## Bevölkerungsentwicklung
In Ramering gab es 1861 insgesamt 66 Einwohner sowie 34 Gebäude. In der Nachkriegszeit des Zweiten Weltkriegs lebten 79 Einwohner in Ramering. Im Mai 1987 gab es 71 Einwohner in 16 Wohngebäuden, von denen eines in zwei Wohnungen aufgeteilt war.
| Jahr      | 1861 | 1871 | 1925 | 1950 | 1970 | 1987 |
| Einwohner | 66   | 72   | 71   | 79   | 61   | 71   |